# Sainte-Foy-de-Longas
Sainte-Foy-de-Longas là một xã, nằm ở tỉnh Dordogne vùng Aquitaine của Pháp. Xã này có diện tích 16,18 kilômét vuông, dân số năm 2004 là 238 người. Xã nằm ở khu vực có độ cao trung bình 134 m trên mực nước biển.

## Thông tin nhân khẩu
| Năm    | 1962 | 1968 | 1975 | 1982 | 1990 | 1999 | 2004 |
| ------ | ---- | ---- | ---- | ---- | ---- | ---- | ---- |
| Dân số | 264  | 255  | 241  | 259  | 250  | 249  | 238  |